# Welliton
Welliton, właśc. Welliton Soares de Morais (ur. 22 października 1986 w Conceição do Araguaia) – brazylijski piłkarz grający na pozycji napastnika.

## Życiorys
Welliton zaczynał swoją karierę w brazylijskim klubie Goiás Esporte Clube. W 2007 roku został wykupiony za 6 milionów euro przez rosyjski klub Spartak Moskwa. W Premier Lidze zadebiutował 5 sierpnia w wygranym meczu 3:2 z Tomem Tomsk. Natomiast swojego pierwszego gola na rosyjskich boiskach strzelił w sierpniowym meczu z Rubinem Kazań (1:3).
Na początku 2013 roku Welliton został wypożyczony do Grêmio, w którym rozegrał 4 mecze. Z kolei latem 2013 wypożyczono go do São Paulo FC. Był też wypożyczony do Celty Vigo. Latem 2014 przeszedł do Mersin İdman Yurdu, a w 2016 do Kayserisporu. Następnie grał w Nadi asz-Szarika, Al-Wasl Dubaj, ponownie Nadi asz-Szarika i Goiás EC.
| Sezon     | Klub                 | Kraj                         | Rozgrywki        | Mecze | Bramki |
| --------- | -------------------- | ---------------------------- | ---------------- | ----- | ------ |
| 2006      | Goiás Esporte Clube  | Brazylia                     | Série A          | 26    | 9      |
| 2006      | Ituano Futebol Clube | Brazylia                     | Série B          | 0     | 0      |
| 2007      | Goiás Esporte Clube  | Brazylia                     | Série A          | 26    | 6      |
| 2007      | Spartak Moskwa       | Rosja                        | Priemjer-Liga    | 12    | 4      |
| 2008      | Spartak Moskwa       | Rosja                        | Priemjer-Liga    | 10    | 6      |
| 2009      | Spartak Moskwa       | Rosja                        | Priemjer-Liga    | 28    | 21     |
| 2010      | Spartak Moskwa       | Rosja                        | Priemjer-Liga    | 25    | 19     |
| 2011/2012 | Spartak Moskwa       | Rosja                        | Priemjer-Liga    | 21    | 7      |
| 2012/2013 | Spartak Moskwa       | Rosja                        | Priemjer-Liga    | 8     | 0      |
| 2013      | Grêmio               | Brazylia                     | Série A          | 4     | 0      |
| 2013      | São Paulo FC         | Brazylia                     | Série A          | 15    | 3      |
| 2013/2014 | Celta Vigo           | Hiszpania                    | Primera División | 1     | 0      |
| 2014/2015 | Mersin İdman Yurdu   | Turcja                       | Süper Lig        | 30    | 10     |
| 2014/2015 | Mersin İdman Yurdu   | Turcja                       | Süper Lig        | 30    | 10     |
| 2015/2016 | Mersin İdman Yurdu   | Turcja                       | Süper Lig        | 21    | 6      |
| 2016/2017 | Kayserispor          | Turcja                       | Süper Lig        | 28    | 12     |
| 2017/2018 | Nadi asz-Szarika     | Zjednoczone Emiraty Arabskie | UAE League       | 19    | 7      |
| 2018/2019 | Nadi asz-Szarika     | Zjednoczone Emiraty Arabskie | UAE League       | 26    | 20     |
| 2019/2020 | Al-Wasl Dubaj        | Zjednoczone Emiraty Arabskie | UAE League       | 14    | 9      |
| 2020/2021 | Nadi asz-Szarika     | Zjednoczone Emiraty Arabskie | UAE League       | 21    | 13     |
| 2021      | Goiás Esporte Clube  | Brazylia                     | Série A          | 8     | 1      |